# František Srp
František Srp (5. července 1895 Veleň – 25. listopadu 1943 Bučovice) byl český akademický malíř, grafik, ilustrátor a pedagog.

## Život
František Srp se narodil v obci Veleň do rodiny místního hostinského Karla Srpa. V letech 1914–1916 studoval na pražské Uměleckoprůmyslové škole u profesorů E. Dítěte a Františka Kysely. V dalším studiu pokračoval na pražské malířské akademii u profesor Maxmiliána Pirnera, kde také v roce 1919 absolvoval. Od roku 1924 působil jako profesor reálného gymnázia v Bučovicích. Prof. František Srp zemřel koncem roku 1943 v Bučovicích.
Byl členem Svazu výtvarných umělců v Brně a Sdružení výtvarných umělců moravských Aleš.

## Galerie

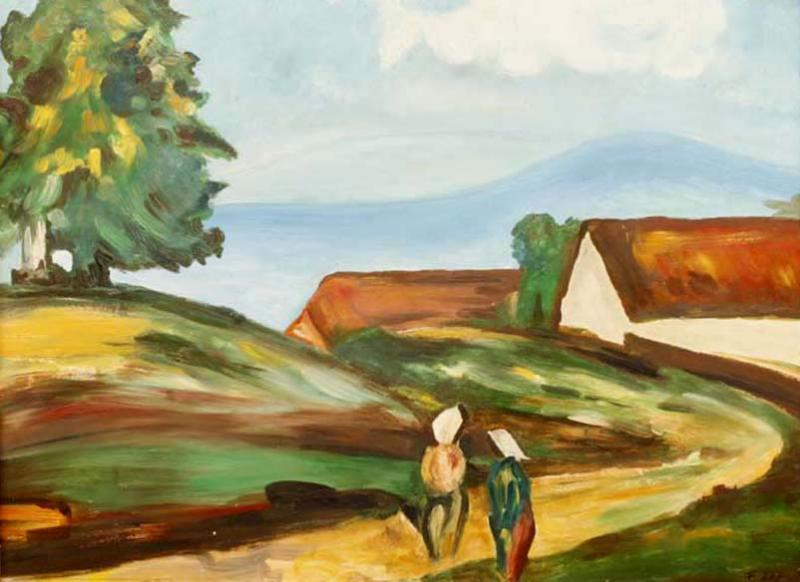
František Srp – ženy na cestě
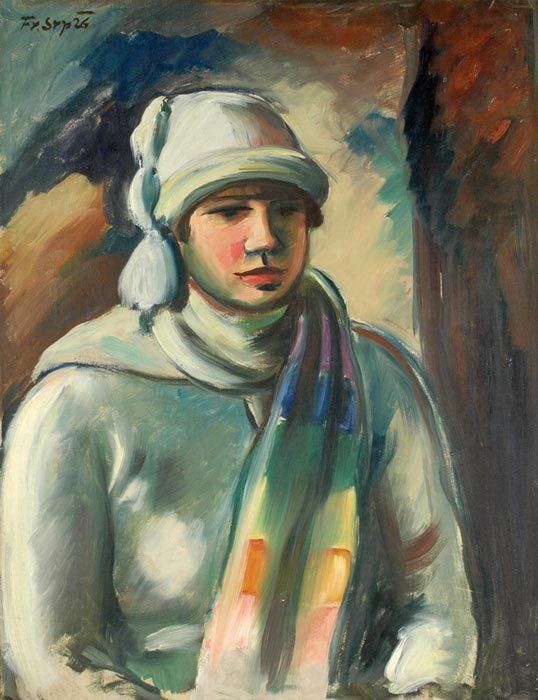
František Srp – dívka v bílé čepici
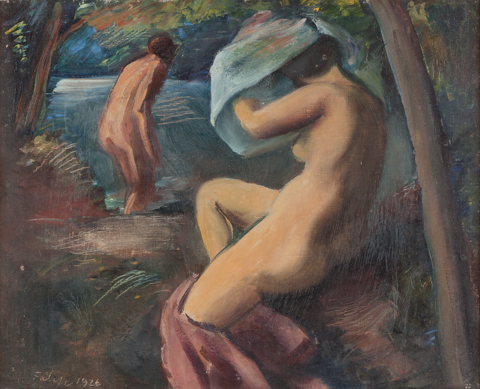
František Srp - Koupání (1926)
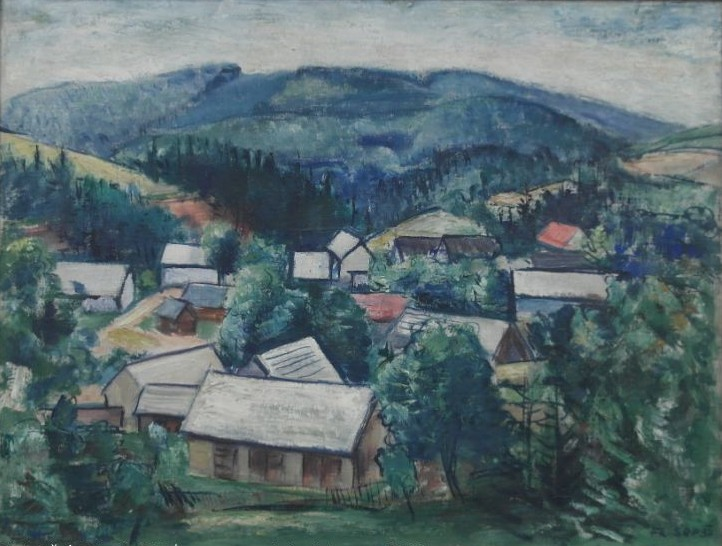
František Srp - Pohled na vesničku